# Hlobyne
Hlobyne (ukrajinsky Глобине; rusky Глобино – Globino) je město v Poltavské oblasti na Ukrajině. Leží na říčce Omelnyku (přítok Pselu), zhruba 40 kilometrů na sever od Kremenčuku a 120 kilometrů na západ od Poltavy, správního střediska oblasti.

## Dějiny
První zmínka o zdejším sídle pochází roku 1737, kdy je uvedeno pod svým původním jménem Malenkyj Kahamlyčok (Маленький Кагамличок). Později se jeho jméno změnilo na Hlobyn.
V roce 1878 byla do Hlobyne poprvé přivedena železnice, což vedlo k rozvoji průmyslu, zejména cukrovarnictví.
V roce 1957 se Hlobyne stalo sídlem městského typu a v roce 1976 se stalo městem.

## Doprava
Přes Hlobyne vede železniční trať z Kremenčuku do Romodanu.